# Индигирка
Индиги́рка (на якутски: Индигиир) е голяма река в Азиатската част на Русия, Източен Сибир, Република Якутия (Саха). Дължината ѝ е 1726 km, която ѝ отрежда 19-о място по дължина в Русия) и водосборен басейн от 360 хил. km2..

## Наименование
Названието на реката произлиза от евенското родово наименование „индигир“, което ще рече „хора от рода инди“. В миналото реката се е наричала и Собачая, което е руски превод на юкагирското ѝ наименование „лаамэ“.

## Географска характеристика

### Извор, течение, устие
Река Индигирка се образува от сливането на двете съставящи я реки Туора-Юрях (Хастах, 251 km, лява съставяща) и Тарин-Юрях (63 km, дясна съставяща), водещи началото си от северните склонове на хребета Сунтар-Хаята. Водосборният басейн на реката е разположен в областта на тайгата, а в долното си течение пресича лесотундрата и тундрата, като повсеместно е разпространена вечната замръзналост, поради което е характерно образуването на големи ледове по реката. Според структурата на коритото и скоростта на течението, Индигирка се дели на два участъка: горен (640 km) и долен (1086 km).
В началото си реката тече на северозапад през Оймяконската котловина. Долината ѝ тук е широка от 0,5 до 20 km, коритото е каменисто, а скоростта на течението е 2 – 3,5 m/s. След това завива на север и преминава през планинската верига Черски. При пресичането на Чемалгинския хребет (част от планинската верига Черски) Индигирка тече в дълбок каньон и има множество прагове (най-голям – Бусик). След излизането си от планинската верига Черски, при устието на река Мома Индигирка навлиза в Момо-Селеняхската падина. Оттук започва долният участък на реката и тя става плавателна.
В падината долината ѝ се разширява и Индигирка става типична равнинна река. Коритото ѝ изобилства с плитчини и коси, като на места се разделя на ръкави. След това Индигирка постепенно завива на североизток и изток като пресича северозападната част на Момския хребет и течението ѝ отново придобива планински и полупланински характер с прагове и бързеи и тясно корито (от 50 до 80 m). При село Крест Майор Индигирка окончателно напуска планините и оттук до устието (около 800 km) протича през централната част на Абийската низина и крайната източна на Яно-Индигирската низина. На Абийската низина в коритото изобилстват меандрите, а на Яно-Индигирската низина – преобладава праволинейното течение с ширина от 350 до 500 m. В този долен участък долината на Индигирка става много широка, с ясно изразена двустранна заливна тераса. Ширината на коритото нараства до 600 – 800 m, а дълбочината при най-ниски води е около 2 m. На 130 km от устието си Индигирка се разделя на няколко ръкава, образувайки делта с площ от 5500 km2, чрез която се влива в югозападната част на Източносибирско море.

### Водосборен басейн, притоци

#### Водосборен басейн
Водосборният басейн на реката обхваща площ от 360 хил. km2 и се простира в североизточната част на Република Якутия (Саха). Южната и западната част на басейна е предимно планинска и включва западните и централни части на планинската верига Черски, северозападната част и югозападните склонове на Момския хребет, северните склонове на хребета Сунтар-Хаята, цялата територия на Оймяконската планинска земя (в т.ч. Оймяконската котловина) и източната част на Елгинската планинска земя.
Северната част на водосборния басейн на Индигирка е предимно равнинна, като обхваща цялата територия на Абийската низина, в т.ч. западната част на Ожогинския дол и крайната източна част на Яно-Индигирската низина. Между двете низини, от запад на изток се простира ниският (до 968 m) Полоусний кряж (възвишение).
Водосборният басейн на река Индигирка граничи със следните водосборни басейни:
- на изток – водосборните басейни на реките Алазея и Колима, вливащи се в Източносибирско море;
- на юг – водосборните басейни на реките Иня, Улбея, Кухтуй и Охота, вливащи се в Охотско море;
- на югозапад – водосборния басейн на река Лена, вливаща се в море Лаптеви;
- на запад – водосборните басейни на реките Яна, Чондон и Хрома, първите две вливащи се в море Лаптеви, а третата – в Източносибирско море;
- на северозапад – водосборните басейни на малки и къси реки, вливащи се в Източносибирско море;

#### Притоци
Река Индигирка получава над 300 притока с дължина над 10 km, като 26 от тях са дължина над 100 km, в т.ч. 5 реки с дължина над 500 km.
- 1726 → Хастах (Туора-Юрях) 251 / 10 500
- 1654 → Куйдусун 247 / 20 400
- 1573 → Кюенти 63 / 43 800, със Сунтар (184 km, лява съставяща) 247 km
- 1493 → Елги 394 / 68 200
- 1404 ← Нера 331 / 24 500
- 1351 → Олчан 114 / 2760
- 1288 → Иняли 133 / 3310
- 1184 → Чибагалах 140 / 9100
- 1086 ← Мома 406 / 30 200
- 1069 → Арга-Юрях 139 / 2990
- 1002 → Сюрюктях 49 / 8540, с Хастах (164 km, дясна съставяща) 213 km
- 818 ← Килах 128 / 3340
- 755 → Селенях 796 / 30 800
- 615 ← Буор-Юрях 150 / 7960
- 610 ← Бадяриха 545 / 12 200
- 599 → Уяндина 586 / 77 000
- 578 → Сутуруоха 172 / 2670
- 527 ← Тирехтях 119 / 1260
- 444 → Курунг-Юрях 216 / 1830
- 420 ← Шангина 344 / 5750
- 354 ← Голяма Ерча 252 / 4250
- 200 → Аллаиха 563 / 12 400
- 174 ← Сахартимай 125 / 3500
- 112 → Бьорьольох 754 / 17 000
- в делтата ← Керемесит 287 / 3190
- в делтата ← Шандрин 414 / 7570

### Хидрология
Захранването на реката е смесено: дъждовно (50 – 65%), снежно (20 – 40%) и подземно (5 – 10%). Средногодишен отток при село Воронцово (на 350 km от устието) 1600 m3/s, което като обем представлява 50,498 km3. Индигирка е пълноводна през пролетта и началото на лятото, а към края на лятото и есента се наблюдават епизодични прииждания в резултат от поройни дъждове, при което реката залива огромни територии в долното си течение. Пълноводието е през месеците май и юни в течение на 55 денонощия и в този период преминава около 46% от годишния отток на реката. В този сезон средният отток е 7850 m3/s, а максималния е от 3360 до 11 700 m3/s. По време на епизодичните прииждания оттокът се изменя от 1500 до 11 100 m3/s и приз този период преминават около 18% от годишния отток. Продължителността на отделните прииждания е средно 9 денонощия. Минималният отток в периода без заледяване се наблюдава преди образуването на ледена покривка и се равнява на 638 m3/s. През зимата подледеният отток намалява до 6,8 m3/s и тогава Индигирка достига най-ниското си ниво.
Средната дебелина на леда в началото на май при село Воронцово е 125 cm, при посьолок (селище от градски тип) Чокурдах – 174 cm, а при остров Немков (в делтата) – 216 cm. Пролетния ледоход обикновено продължава 7 денонощия. В делтата (най-северната част от течението на реката) продължителността на периода без ледови явления е от 100 до 107 денонощия. Годишно река Индигирка пренася в Източносибирско море около 11,7 млн.т. наноси.
Водите на Индигирка се отличават с ниска минерализация и въглеводороден състав, като преобладават катиони на калций и натрий.

## Населени места
На бреговете на Индигирка са разположени няколко десетки населени места, като по-големите от тях са: селата Оймякон и Хонуу (районен център) и селищата от градски тип (посьолки) Уст Нера, Белая Гора и Чокурдах. Село Оймякон е най-студеното място н Северното полукълбо и е претендент за най-студеното населено място на света.

## Стопанско използване
Река Индигирка е единстевана транспортна магистрала в региона. Корабоплаването по реката започва от делтата на реката и продължава на 1086 km нагоре по течението ѝ до устието на река Мома при село Хонуу. В делтата корабоплаването основон се извършва по ръкава Средния проток, а периодично и по ръкава Руско-Устински проток до село Руское Устие. Главни пристанища по течението на реката са: Хонуу, Дружина, Оленегорск, Чокурдах, Табор и Руское Устие.
Основните стопански дейности в басейна на реката са риболовът и еленовъдството, а също така се добива и злато. В реката има различни видове риба като омул, чир и др.

## Откриване и изследване на Индигирка
Усвояването на Индигирка започва през 1636 г., когато в устието ѝ пристигат тоболските казаци на Иван Ребров, а горното ѝ течение е достигнато от якутски казаци през 1637 г. През 1638-41 г. Иван Ребров се изкачва на 600 km нагоре по реката до устието на левия ѝ приток Уяндина. В същия този период, през 1639 г. в средното течение на реката енисейският казак Постник Иванов основава селището Зашиверск. През първата половина на XVIII век в делтата на Индигирка вече съществува селището Руское Устие. През 1739 г. Иван Киндяков (от отряда на лейтенант Дмитрий Лаптев) извършва първото сравнително точно картиране на долното течение на реката. Към края на XIX век в долното течение на реката вече има 29 селища. Особено значение в изучаването на реката и нейния водосборен басейн има руския учен от полски произход Ян Черски, който извършва своите изследвания през 1891 г. През 1929 г. експедиция ръководено от руския учен Сергей Обручев описва и съставя карта на планинската верига Черски и дава първата съвременна конфигурация на речната система на реката. На базата на тези изследвания и руският топограф Юрий Чирихин съставя първият атлас на реката и нейния водосборен басейн. През следващата 1931 г. в района работи Индигирската експедиция на Наркомвод на СССР начело с Владимир Данилович Бусик. През 1936 г. е открита първата хидрометеорологическа станция на реката при село Воронцово. От 1947 до 1962 г. целият водосборен басейн на Индигирка е покрит с пълна топографска снимка, на базата на която са изработени точни топографски карти. В периода от 1970-те до 1990-те години се водят изследвания на коритото на реката от географския факултет на МДУ.